# Dominations
Dominations (Eigenschreibweise DomiNations) ist eine App des US-amerikanischen Entwicklers Nexon Corporation. Mit über 19 Mio. Downloads gehörte es 2016 zu den erfolgreichsten Spiele-Apps.

## Spielprinzip
Dominations ist ein Massively Multiplayer Online Game. Die Spieler bauen eine Stadt mit Stadtzentrum, Wirtschaftsgebäude – wie der Farm oder der Mühle, Verteidigungsgebäuden – wie Katapulte oder Panzerabwehrwaffen und Militärgebäude – wie der Kaserne oder der Fabrik – auf. Zudem können Weltwunder errichtet werden. Sobald die Stadt einen entsprechenden Entwicklungsstand aufweist, können die Spieler nach geeigneten Gegnern suchen, um andere Städte anzugreifen um somit Ressourcen zu erbeuten und Medaillen zu gewinnen, um seine eigene Stadt schneller entwickeln zu können.
Zu Beginn des Spiels können die Spieler zwischen acht verschiedenen Nationen wählen – Briten, Chinesen, Franzosen, Deutschen, Griechen, Japanern, Koreanern oder Römern.
Stand November 2023 stehen im Spiel 16 Zeitalter zur Verfügung. Bei der Veröffentlichung des Spiels standen das Zeitalter der Morgenröte, die Steinzeit, die Bronzezeit, die Eisenzeit, die Antike, das Mittelalter, das Schießpulverzeitalter und das Zeitalter der Aufklärung als Entwicklungsstufen zur Verfügung. Am 28. Juli 2015 wurde das Industriezeitalter freigestaltet. Es sollten das Globale Zeitalter, am 6. April 2016, das Atomzeitalter, am 8. November 2016 und das Zeitalter des Kalten Krieges, welches am 13. Dezember 2017 veröffentlicht wurde. Das Weltraumzeitalter, veröffentlicht am 19. März 2019, das digitale Zeitalter, veröffentlicht am 12. November 2019, und das Informationszeitalter, sind die neusten Entwicklungszeitalter, welche bis dato in Dominations veröffentlicht wurden. Seit Juli 2022 gibt es auch das Drohnenzeitalter und seit 19. Oktober 2023 mit dem Update 12.0. auch das Automatisierungszeitalter.